# Heaven (singel Emeli Sandé)
Heaven – jest to pierwszy singel brytyjskiej wokalistki Emeli Sandé z jej debiutanckiego albumu studyjnego Our Version of Events, wydany 12 sierpnia 2011 roku w Irlandii oraz 14 sierpnia w Wielkiej Brytanii. Twórcami tekstu są Emeli Sandé, Naughty Boy, Harry Craze, Hugo Chegwin oraz Mike Spencer, który jest także producentem utworu.

## Teledysk
Teledysk miał swoją premierę 22 lipca 2011 roku, a jego reżyserem jest Jake Nava. Klip, który był kręcony w londyńskiej dzielnicy Bethnal Green przedstawia piosenkarkę wykonującą utwór, siedząc w oknie oraz na ulicy. Poza samą Sandé w teledysku widzimy różne ujęcia miasta oraz postacie smutnych ludzi.

## Format wydania
Digital single
1. "Heaven" – 4:12
2. "Heaven" (Instrumental) – 4:13
3. "Heaven" (PYRAMID remix) – 5:37
4. "Heaven" (Live From Angel Studios) – 3:17
5. "Easier In Bed" (Acoustic Version) (Twórcy: Emeli Sandé, Chris Loco) - 3:14
6. "Kill the Boy" (Live From Angel Studios) (Twórca: Emeli Sandé) - 4:00

Digital Remixes EP
1. "Heaven" (Nu:Tone Remix) – 6:09
2. "Heaven" (We Don't Belong In Pacha Remix) – 6:25
3. "Heaven" (Mojam Remix) – 4:05
4. "Heaven" (Stripped) – 3:42

7" vinyl
1. "Heaven" – 4:14
2. "Easier In Bed" (Acoustic Version) – 3:16

## Pozycje na listach
| Lista                                   | Najwyższa pozycja |
| --------------------------------------- | ----------------- |
| Belgia – Flandria (Ultratop 50 Singles) | 23                |
| Belgia – Walonia (Ultratop 50 Singles)  | 2                 |
| Dania (Tracklisten)                     | 3                 |
| Hiszpania (PROMUSICAE)                  | 23                |
| Holandia (Single Top 100)               | 69                |
| Irlandia (IRMA)                         | 29                |
| Japonia (Japan Hot 100)                 | 9                 |
| Niemcy (Media Control Charts)           | 63                |
| Szkocja (The Official Charts Company)   | 3                 |
| Wielka Brytania (UK Singles Chart)      | 2                 |
| Wielka Brytania (UK Dance Chart)        | 1                 |
| Włochy (FIMI)                           | 10                |